# Swedish International Stockholm 2004
Die Swedish International Stockholm 2004 im Badminton fanden in Stockholm vom 15. bis zum 18. Januar 2004 statt.

## Finalergebnisse
| Disziplin    | Sieger                              | Finalist                              | Ergebnis         |
| ------------ | ----------------------------------- | ------------------------------------- | ---------------- |
| Herreneinzel | Shoji Sato                          | Björn Joppien                         | 15-9 15-4        |
| Dameneinzel  | Tine Rasmussen                      | Xu Huaiwen                            | 11-7 4-11 11-6   |
| Herrendoppel | Michał Łogosz Robert Mateusiak      | Joachim Fischer Nielsen Jesper Larsen | 4-15 15-13 15-12 |
| Damendoppel  | Kamila Augustyn Nadieżda Kostiuczyk | Yoshiko Iwata Miyuki Tai              | 15-5 15-3        |
| Mixed        | Kristof Hopp Kathrin Piotrowski     | Nikolai Zuev Marina Yakusheva         | 5-15 15-13 15-11 |